# توسون‌لو (آردانوچ)
توسون‌لو (به ترکی استانبولی: Tosunlu) یک منطقهٔ مسکونی در ترکیه است که در آردانوچ واقع شده‌است. توسون‌لو ۱۴۵ نفر جمعیت دارد.